# Хайнемайер, Эрнст Вильгельм
Эрнст Вильгельм Хайнемайер (нем. Ernst Wilhelm Heinemeyer; 1827—1869) — российский флейтист немецкого происхождения.

## Биография
Родился 25 февраля 1827 года в Ганновере.
С 1845 года служил вместе с отцом, также флейтистом, в придворной капелле в Ганновере. В 1847 году стал первым флейтистом Императорского придворного оркестра в Санкт-Петербурге. В 1859 по болезни вышел на пенсию и поселился снова в Ганновере, но в 1866 году переехал жить в Вену, где и скончался 12 февраля 1869 года.
Написал концерты и разного рода сольные пьесы для флейты, пользующиеся большой популярностью у флейтистов.
С 1850 года был членом Санкт-Петербургского филармонического общества, которое после его смерти в течение почти 13 лет выдавало пенсию его вдове и детям.